# Bathyz
Bathyz (turk.: Bathyz; ros.: Бадхыз, Badchyz) – wyżyna w południowo-wschodnim Turkmenistanie, między rzekami Tejen i Murgab. Wznosi się maksymalnie na wysokość 1000 m n.p.m. Wyżyna porośnięta roślinnością półpustynną i pustynną. W obniżeniach znajdują się takyry i sołonczaki. Występują dzikie osły azjatyckie.